# Morti nel 1098
| Questa pagina contiene informazioni ricavate automaticamente dalle voci biografiche con l'ausilio del template Bio e di un bot. L'aggiornamento è periodico e automatico e ricostruisce completamente la pagina. Se manca una persona in questa lista, sei pregato di non aggiungerla, ma accertati piuttosto che la sua voce biografica contenga il template Bio e che i dati anagrafici siano correttamente compilati. Se il template Bio manca, inseriscilo tu stesso o, in alternativa, metti l'avviso {{tmp\|Bio}} che ne segnala la mancanza. Se i dati riportati sono sbagliati, correggi direttamente la voce biografica; le modifiche saranno visibili in questa lista entro pochi giorni. Per chiarimenti vedi il progetto biografie. La lista contiene solo le 12 persone che sono citate nell'enciclopedia e per le quali è stato implementato correttamente il template Bio. Pagina aggiornata al 10 feb 2025. |

- 3 gennaio - Walkelin, vescovo cattolico inglese
- 9 marzo - Thoros di Edessa, armeno
- 2 giugno - Yaghisiyan, condottiero turco
- 31 luglio - Ugo di Montgomery, nobile francese
- 1º agosto - Ademaro di Monteil, vescovo cattolico e militare francese
- Alano il Nero, nobile francese
- Aroldo del Wessex, britannico (n. 1067)
- Baldovino II di Hainaut, nobile (n. 1056)
- Guglielmo, vescovo d'Orange, vescovo cattolico francese
- Oddone I de La Marche, conte
- Oddone III, vescovo cattolico italiano
- Poppo II di Carniola, nobile italiano (n. 1065)